# Kolbeinn Þórðarson
Kolbeinn Þórðarson (Kópavogur, 12 marzo 2000) è un calciatore islandese, centrocampista dell'IFK Göteborg.

## Caratteristiche tecniche
È un trequartista.

## Carriera

### Club
Cresciuto nel settore giovanile del Breiðablik, debutta in prima squadra il 1º maggio 2017 in occasione dell'incontro di Úrvalsdeild perso 2-1 contro il KA Akureyri.
Nel luglio 2019 viene ceduto a titolo definitivo al Lommel. Con la squadra belga gioca quattro campionati, tutti trascorsi nella seconda serie nazionale.
Dopo un quadriennio in Belgio, nell'agosto 2023, convince i dirigenti dell'IFK Göteborg in seguito a un provino e firma un contratto di breve durata, valido fino a dicembre. Al momento del suo arrivo, la squadra era penultima in classifica con undici partite da disputare, ma poi i biancoblù riescono a centrare la salvezza, mentre nel frattempo il contratto del giocatore viene rinnovato per tre anni.

### Nazionale
Nel 2021 viene convocato dalla nazionale under-21 islandese per il campionato europeo di categoria; scende in campo il 25 marzo nell'incontro della fase a gironi contro la Russia
L'8 giugno 2021 debutta in nazionale maggiore in amichevole contro la Polonia.

## Statistiche
Statistiche aggiornate al 25 marzo 2021.

### Presenze e reti nei club
| Stagione        | Squadra         | Campionato      | Campionato | Campionato | Coppe nazionali | Coppe nazionali | Coppe nazionali | Coppe continentali | Coppe continentali | Coppe continentali | Altre coppe | Altre coppe | Altre coppe | Totale | Totale | Totale |
| Stagione        | Squadra         | Comp            | Pres       | Reti       | Comp            | Pres            | Reti            | Comp               | Pres               | Reti               | Comp        | Pres        | Reti        | Pres   | Reti   |        |
| --------------- | --------------- | --------------- | ---------- | ---------- | --------------- | --------------- | --------------- | ------------------ | ------------------ | ------------------ | ----------- | ----------- | ----------- | ------ | ------ | ------ |
| 2017            | Breiðablik      | UD              | 7          | 0          | CI+CdL          | 0+1             | 0               |                    | -                  | -                  |             | -           | -           | 8      | 0      |        |
| 2018            | Breiðablik      | UD              | 12         | 0          | CI+CdL          | 4+4             | 0               |                    | -                  | -                  |             | -           | -           | 20     | 0      |        |
| 2019            | Breiðablik      | UD              | 13         | 4          | CI+CdL          | 3+2             | 0               | UEL                | 2                  | 0                  |             | -           | -           | 20     | 4      |        |
| 2019-2020       | Lommel          | D2              | 23         | 1          | CB              | 2               | 0               |                    | -                  | -                  |             | -           | -           | 25     | 1      |        |
| 2020-2021       | Lommel          | D2              | 21         | 2          | CB              | 1               | 0               |                    | -                  | -                  |             | -           | -           | 22     | 2      |        |
| Totale carriera | Totale carriera | Totale carriera | 76         | 7          |                 | 17              | 0               |                    | 2                  | 0                  |             | -           | -           | 95     | 7      |        |